# Alteuthellopsis corallina
Alteuthellopsis corallina is een eenoogkreeftjessoort uit de familie van de Peltidiidae. De wetenschappelijke naam van de soort is voor het eerst geldig gepubliceerd in 1981 door Humes.